# Монумент бригаде «Негев»
Национальный парк «Монумент бригаде Негев» (ивр. גן לאומי אנדרטת חטיבת הנגב‎, Ган леуми́ Андарта́т Хатива́т Ха-Не́гев) — один из национальных парков Израиля (см. Список национальных парков Израиля). Расположен в Южном округе Израиля, рядом с одним из важнейших израильских памятников, посвящённых Войне за независимость, а именно — монументом бригаде Негев.
Национальный парк площадью 295 дунамов был основан в 2002 году для охраны типичной для района Северного Негева растительности.

## Монумент бригаде «Негев»
Сам Монумент бригаде «Негев» не входит в состав национального парка и является государственным мемориалом, расположенным на площади 30 дунамов. Монумент бригаде «Негев»" — мемориал в честь солдат и офицеров бригады «Негев», построенный на северо-восточном холме города Беэр-Шева в 1968 году по проекту известного израильского архитектора Дани Каравана. С холма открывается панорамный вид на современную Беэр-Шеву, долину Беэр-Шевы и южные горы Хеврона.
Мемориал связан с операцией Йоав, признан объектом культурного наследия Советом сохранения объектов израильского наследия. Памятник создан в традициях ленд-арта, в стиле брутализма, предполагающем постройку из бетона, состоит из 18 частей, символизирующих участие бригады в походе на Негев в Войне за независимость. 17 частей — это бетонные элементы, а 18-я часть — это мемориальный сад — национальный сад, в котором находится памятник.
Главные символы мемориала:

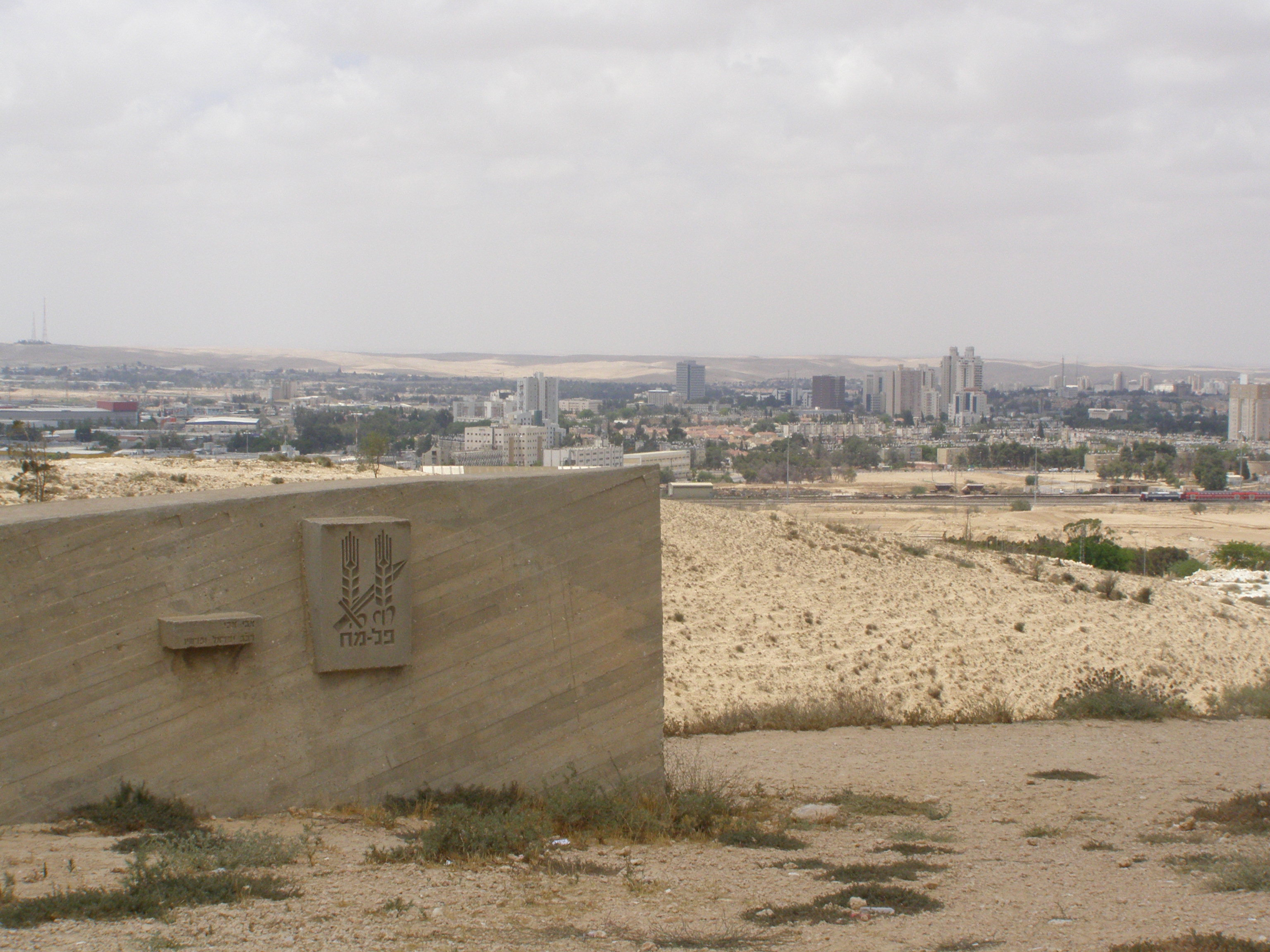
Символ Пальмаха

- Башня — символ сторожевой башни Израиля[2], высота 18 меторов[3],
- Труба — символ охраняемого солдатами водного канала в Негеве[2], прототипом являлся водопровод компании Мекорот[3],
- Символ Пальмаха — два колоска и меч, как символ ремесла и защиты мирного труда,
- изогнутая кверху плоскость — символ народа Израиля[4],
- бункер[3],
- расчленённая змея[3][5] — символ победы над египетской армией
- купол, в середине которого отверстия, сквозь которые проходит солнечный свет — библейская символикаЯ благословляя, благословлю тебя и умножая умножу семя твое, как звезды небесные… (Быт. 22:17, где описывается заключение союза между творцом и Авраамом). А также линия света- Радуга завета (Быт. 9:13).

Есть стена, где в бетоне выгравированы имена погибших воинов, мемориал включает в себя «боевые заметки», цитаты из солдатских дневников, цитаты из библии, отрывки из песен.

## Холмы вблизи монумента
Холмы национального парка «Монумент бригаде Негев» геологически схожи с холмами центрального и северного Израиля. Основными породами являются известняки — твёрдые и мягкие (мел, с прослойками кремня) — и доломиты.
Растительность национального парка относится к растительности Аравийской пустыни. К естественной флоре данной местности относятся:
- Noaea mucronata (ивр. נואית קוצנית‎, ноэа колючая),
- Асфоделус ветвистый (ивр. עירית גדולה‎, Asphodelus ramosus, Большой лук),
- Salvia dominica (ивр. מרווה ריחנית‎, Шалфей душистый) и другие[1].

В прошлом на севере Негева произрастал Ирис коричневый (ивр. אירוס שחום‎), ныне находящийся под серьезной угрозой исчезновения, поэтому в рамках проекта по сохранению подвида ириса, характерного для лёссовых почв севера Негева, этот вид высажен на холмах мемориала бригаде «Негев».
Вблизи, немного к северу от границ национального парка, находятся области, где цветут анемоны, пустынные тюльпаны (ивр. צבעוני ההרים‎ ,Tulipa agenensis).

## В искусстве
- В телесериале «Загури Империя» мемориал использовался как арена для сведения счетов между преступниками[3],
- Мемориал оказал влияние на израильского скульптора Игаля Тумаркина, создавшего в городе Арад комплекс «Панорама Арада»[3].